# Daryle Lamonica
Daryle Pat Lamonica, soprannominato "The Mad Bomber" (Fresno, 17 luglio 1941 – Fresno, 21 aprile 2022), è stato un giocatore di football americano statunitense che ha militato nel ruolo di quarterback nella American Football League (AFL) e nella National Football League (NFL). Al college giocò a football all'Università di Notre Dame.

## Carriera professionistica
Lamonica fu scelto dai Buffalo Bills nel 24º giro del Draft AFL 1963 e dai Green Bay Packers nel 12º giro del Draft NFL 1963. Giocò a Buffalo per quattro stagioni, dove fu la riserva di Jack Kemp nella squadra che vinse due campionati consecutivi nel 1964 e 1965.
Nel 1967, Lamonica fu scambiato con gli Oakland Raiders con Glenn Bass per Art Powell e Tom Flores, con cui sarebbe rimasto fino al 1974. Nel suo primo anno in California passò 30 touchdown e ne segnò altri quattro su corsa. Giocò bene anche nelle due stagioni successive e nel 1969 passò 34 touchdown e più di 3.300 yard.
Con Lamonica, i Raiders vinsero quattro titoli consecutivi della Western Division (tre AFL e uno AFC) e un campionato della American Football League. I Raiders disputarono anche il Super Bowl II, perdendo contro i Green Bay Packers, 33-14. Daryle fu premiato due volte come miglior giocatore della AFL e fu convocato per tre All-Star Game e due Pro Bowl. Fu sostituito nel 1973 come titolare da Ken Stabler, che avrebbe guidato la franchigia alla vittoria del Super Bowl nel 1976. La sua ultima stagione la disputò nel 1975 con i Southern California Sun della World Football League.

## Palmarès

### Franchigia
- Campione AFL: 3

Buffalo Bills: 1964, 1965
Oakland Raiders: 1967

### Individuale
- MVP della AFL: 2

1967, 1969
- Convocazioni al Pro Bowl: 2

1970, 1972
- AFL All-Star: 3

1965, 1967, 1969
- First-team All-AFL

1967, 1969, 1970

## Statistiche
| Yard passate  | 19.154 |
| Touchdown     | 164    |
| Intercetti    | 138    |
| Passer rating | 72,9   |